# Glenn County
Glenn County is een county in Californië in de VS. Het werd gevormd in 1891 en bestond uit delen van Colusa County.
Zijn naam kreeg het van Hugh Glenn, de grootste graanboer in de county gedurende zijn leven. Hij leverde ook grote bijdragen aan het politieke en commerciële leven in Californië.

## Geografie
De county heeft een totale oppervlakte van 3437 km² (1327 mijl²) waarvan 3405 km² (1315 mijl²) land is en 32 km² (12 mijl²) of 0,93% water is.

### Aangrenzende county's
- Colusa County - zuiden
- Lake County - zuidwest
- Mendocino County - westen
- Tehama County - noorden
- Butte County - oosten

### Steden en dorpen
- Hamilton City
- Orland
- Willows